# Hypena minor
Hypena minor là một loài bướm đêm trong họ Erebidae.